# Antonio da Monza
Antonio da Monza (Monza, XV secolo – XVI secolo) è stato un illustratore italiano.

## Biografia
Non si posseggono molte informazioni biografiche, però si può stabilire che lavorò a Milano e a Roma sotto il pontificato di Alessandro VI Borgia.
Frate, fu autore di una Pentecoste miniata (1503), ora custodita all'Albertina di Vienna.
Tra le numerose attribuzioni si può menzionare la Visitazione (numero 1799 del Kupferstichkabinet di Berlino).
Il suo stile ricevette influenze da parte di Bramante e Leonardo da Vinci, per le tipologie delle figure, oltre che dell'arte umbra del Pinturicchio.